# Старі Псарьки
Старі Пса́рьки (рос. Старые Псарьки) — присілок у складі Богородського міського округу Московської області, Росія.

## Населення
Населення — 149 осіб (2010; 122 у 2002).
Національний склад (станом на 2002 рік):
- росіяни — 96 %